# Benjamín Zarandona
Benjamín Zarandona Esono, ou simplesmente Benjamín (Valladolid, Espanha, 2 de março de 1976) é um futebolista guinéu-equatoriano nascido na Espanha, de pai espanhol e mai guinéu-equatoriana. Jogou pelo Real Betis durante a maior parte de sua carreira.